# Dieter-Lebrecht Koch

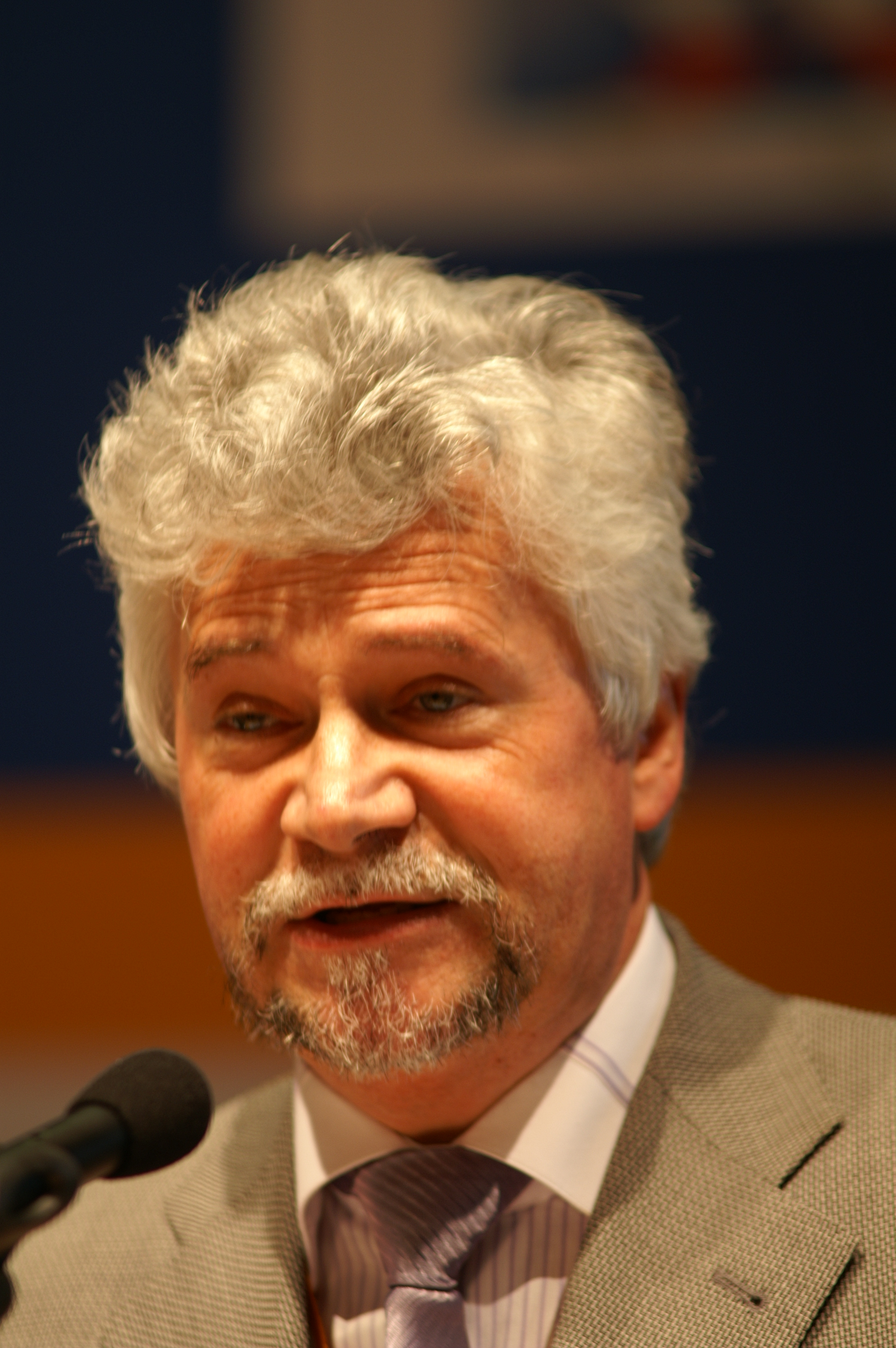
Dieter-Lebrecht Koch (2009)

Dieter-Lebrecht Koch (n. 7 ianuarie 1953, Weißenfels, Republica Democrată Germană) este un om politic german, membru al Parlamentului European în perioada 1999-2004 din partea Germaniei.
1. ↑  basic data about the members of the Bundestag, accesat în 13 aprilie 2018
2. ↑  Deputații în Parlamentul European
3. ↑  basic data about the members of the Bundestag, accesat în 28 decembrie 2018
4. ↑  bundestag.de, accesat în 23 ianuarie 2022